# Франтішек Метелка
Франтішек Метелка (чеськ. František Metelka, нар. 8 квітня 1980, Втов) — чеський футболіст, що грав на позиції півзахисника. Виступав за низку чеських і закордонних клубів, зокрема за клуб «Банік», у складі якого став володарем Кубка Чехії.

## Ігрова кар'єра
Франтішек Метелка народився 1980 року в місті Вітков, та є вихованцем футбольної школи клубу «Опава». Професійну футбольну кар'єру розпочав 1998 року в основній команді клубу «Опава», в якій грав до 2005 року, з піврічною орендою в 2000 році в клубі «Вітковиці».
У 2005 році Метелка перейшов до клубу «Банік», у складі якого в сезоні 2004—2005 років став володарем Кубка Чехії. У 2008 році футболіста віддали в піврічну оренду до його колишнього клубу «Опава», після чого гравець повернувся до «Баніка». З 2010 до 2012 року футболіст грав за кордоном у словенському клубі «Рудар» (Веленє) і польському клубі «Подбескідзе». У 2012 році Метелка повернувся до остравського клубу, проте його відразу віддали в оренду до клубу «Банік» (Соколов). У 2012 році футболіст став гравцем свого першого клубу «Опава», у складі якого грав до завершення виступів на футбольних полях у 2017 році.

## Титули і досягнення
- Володар Кубка Чехії (1):

«Банік»: 2004–2005